# 大韩佛教曹溪宗
大韓佛教曹溪宗（韓語：대한불교조계종/大韓佛敎曹溪宗），通称曹溪宗，韓國最大的佛教宗派與佛教團體，以曹溪寺為總本山。近代信眾約1000萬人，僧衆約13000人。
源自於中國禪宗六祖惠能的曹溪禪。在韓國歷史上，始於新羅時期。宗門尊首位在新羅末期將禪法帶入朝鮮半島的道義國師為宗祖，普照知訥國師與太古普愚為中興之祖。秉承釋迦牟尼佛遺教，以“直指人心、見性成佛、傳法度生”為宗旨。

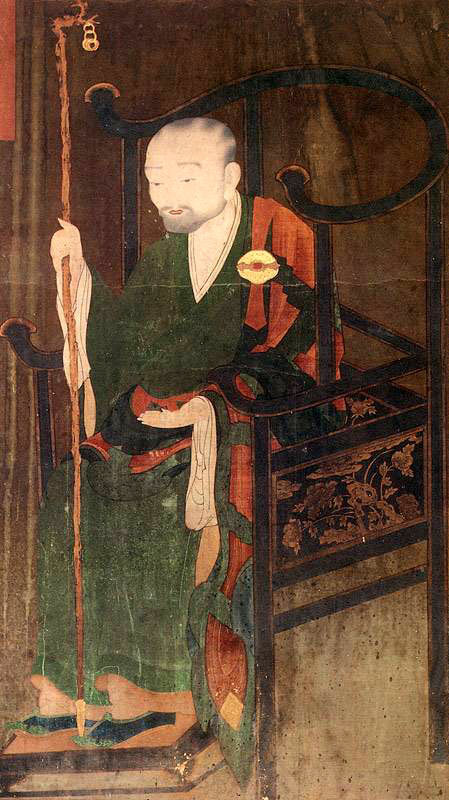
普照知訥禪師

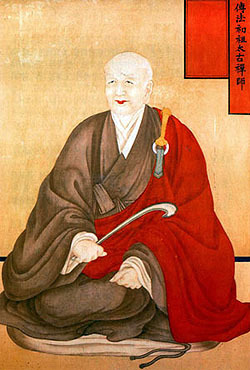
太古普愚禪師

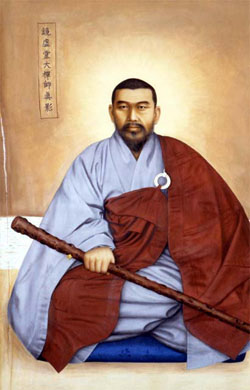
第75祖・鏡虛惺牛禪師

## 歷史
高麗時代的佛教，宮廷權貴依附、流於儀式性的祝禱消災祈福，民間則重實修。1158至1210年，約南宋高宗至寧宗時代，普照知訥禪師立曹溪山修禪社（即今日「曹溪宗」名稱之由來），其思想理論影響深遠，並整形了佛教，尤以禪宗為盛。
朝鮮末年，朝廷在日本人压力下於1895年解除僧侶不得入京的禁令，也是禪門中興的開始。不久於京城建元興寺，設置「朝鮮佛教總宗務所」。1899年以鏡虛惺牛禪師(경허성우 1849-1912)為中心在海印寺，發動了場禪社運動，影響近代大振禪風，亦為重建後來的曹溪宗團奠定了基礎。1910年，日本侵略朝鮮，京城佛教眾與日本曹洞宗結盟，反對派則於1911年結集南部各寺共同在全羅南道曹溪山松廣寺成立「臨濟宗宗務院」，尊太古普愚和尚為祖師。1925年，南北兩派擺脫日方監督與壓迫，聯合組織「財團法人朝鮮佛教中央教務院」，統一管轄全國佛教，不久將宗名改為「曹溪宗」，以太古寺（原為日本總督修建皇閣寺）為總本山。而後於1945年光復時期發起淨化運動後，解決「事判僧與理判僧」多年的爭議，分裂為嚴格守持傳統戒律清淨僧團的理判僧「曹溪宗」與受日本佛教遺風‘帶妻僧’等爭議影響的事判僧太古宗，並將太古寺改為曹溪寺。

## 宗門特色
曹溪宗二世的慧諶禪師，編匯古德法語課徒，並採用佛教儀軌，豐富了高麗禪宗。曹溪禪修行風格獨具特色，兼容并蓄，參禪爲本（話頭禪或公案禪），亦以讀經、念佛、持咒等法門為修持。
曹溪宗宗團設中央宗務機構，總本山於大韓佛教曹溪宗──首爾鐘路區曹溪寺院內。
以經藏及律藏核心精神所制定的《宗憲》為宗團的最高指南，以處理所有宗團事務。宗統最高權力機構，設宗正和代表宗團，及掌管宗務行政的總務院長以領導宗團。
於總本山内設中央宗會（立法機構）及護戒院（司法機構），全國分設25教區，各有一座本寺為教區中心，統轄末寺和布教堂3046座。
曹溪宗所屬禪院100多處，1000餘名出家眾與全國14所僧伽大學學習，可看出曹溪宗對培育僧才的重視。

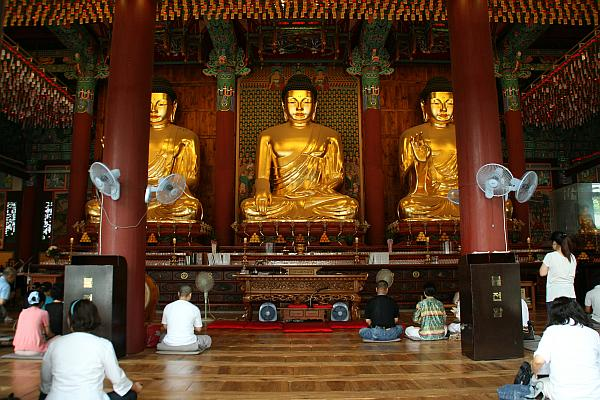
曹溪宗縂本山 首爾曹溪寺大雄寶殿

## 规模
根據1994年的統計資料，曹溪宗共擁有1,725間寺院，10,056名僧人以及9,125,991名信眾。目前爲止，曹溪宗為韓國佛教最大宗派。

### 八大叢林
全國屬下八大叢林，為體驗曹溪宗宗旨宗風的修行機構綜合修道道場。部分叢林亦設有國際禪院，讓來自世界各地的大衆前來參與夏安居與冬安居。
- 海印寺海印丛林
- 松廣寺曹溪丛林
- 通度寺靈鷲丛林
- 修德寺德崇丛林
- 白羊寺古佛丛林
- 桐華寺八公丛林
- 梵魚寺金井丛林
- 雙磎寺双磎丛林

## 名人
- 滿空月面
- 崇山行願
- 惠菴玄門

## 事件
2012年6月，承办第26届世界佛教徒联谊会的韩国曹溪宗，由于安排西藏流亡政府代表在现场主要位置就座，导致中国佛教代表团表示严重不满和强烈抗议，最终决定退出该次会议。

## 脚注
1. ↑  . 中华人民共和国中央人民政府. 2012年6月15日  [2012年6月16日]. （原始内容存档于2019年2月24日） （中文（简体））.